# Ginebis hamadai
Ginebis hamadai is een slakkensoort uit de familie van de Eucyclidae. De wetenschappelijke naam van de soort is voor het eerst geldig gepubliceerd in 1980 door Kosuge.